# Canal de Chambly
Le canal de Chambly est une voie navigable située le long de la rivière Richelieu au Québec. Il relie le lac Champlain au Bassin de Chambly. Ouvert en 1843, il a été classé le 17 mai 1929 comme lieu historique national du Canada.

## Histoire
La construction du canal de Chambly fut autorisée en 1818 par le gouvernement du Bas-Canada. Il avait pour but de contourner les rapides et de franchir une dénivellation importante entre le bassin de Chambly et le Haut-Richelieu. Les travaux débutèrent en 1831 pour se terminer en 1843.
Long de près de 20 kilomètres et comportant neuf écluses, le canal joua un rôle important pour le transport du bois vers les États-Unis au XIXe siècle. 
En déclin au XXe siècle, les barges laissent progressivement leur place aux bateaux de plaisance et aujourd'hui, ce site historique est utilisé pour la navigation de plaisance.

## Géographie
Le canal suit la rive ouest de la rivière Richelieu, au sud-est de Montréal. Il s’étire sur près de 20 kilomètres entre les municipalités de Chambly et de Saint-Jean-sur-Richelieu. Il est situé en plein cœur de la plaine montérégienne dans un dénivelé plus marqué de la rivière.

## Description
Le canal a sept ponts (ainsi que trois autres hors service) et neuf écluses (huit manuelles et une hydraulique). Les huit écluses manuelles se situent à Chambly, alors que l'écluse hydraulique se situe à St-Jean-sur-Richelieu.
- Tirant d'eau : 2 m
- Tirant d'air : 9 m (variable selon la hauteur de la rivière et du canal)
- Longueur : 19 km
- Dimensions de la plus petite écluse : 33,5 m × 7 m
- Traversée : 3 à 5 heures[3]

## Informations utiles
La limite de vitesse est de 10 km/h.
Pour passer les neuf écluses, le temps requis est d'environ 4 h. Selon l'achalandage, le temps de passage peut être plus considérable.

## Images

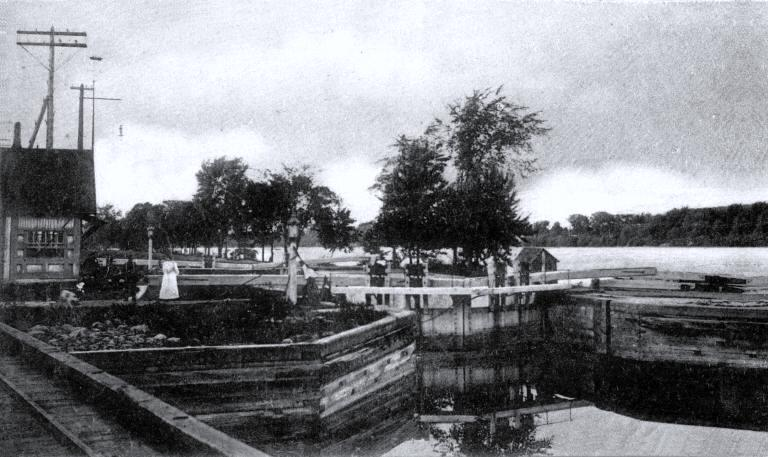
Canal en 1910
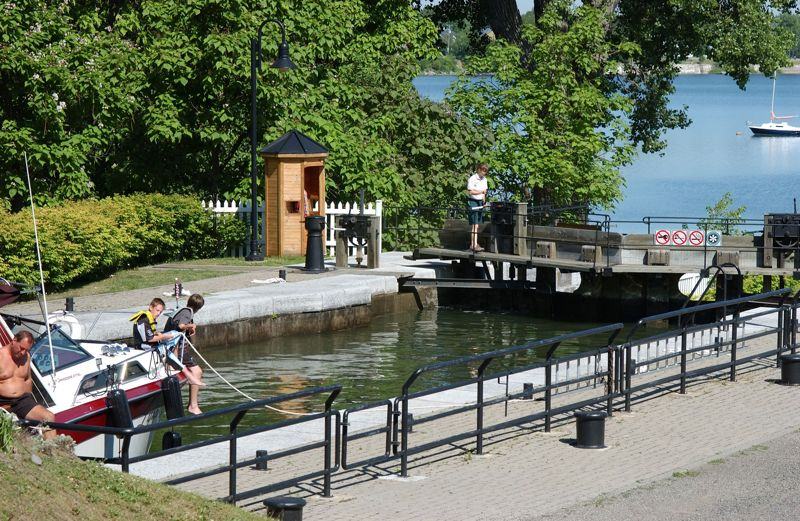
Écluse de Chambly
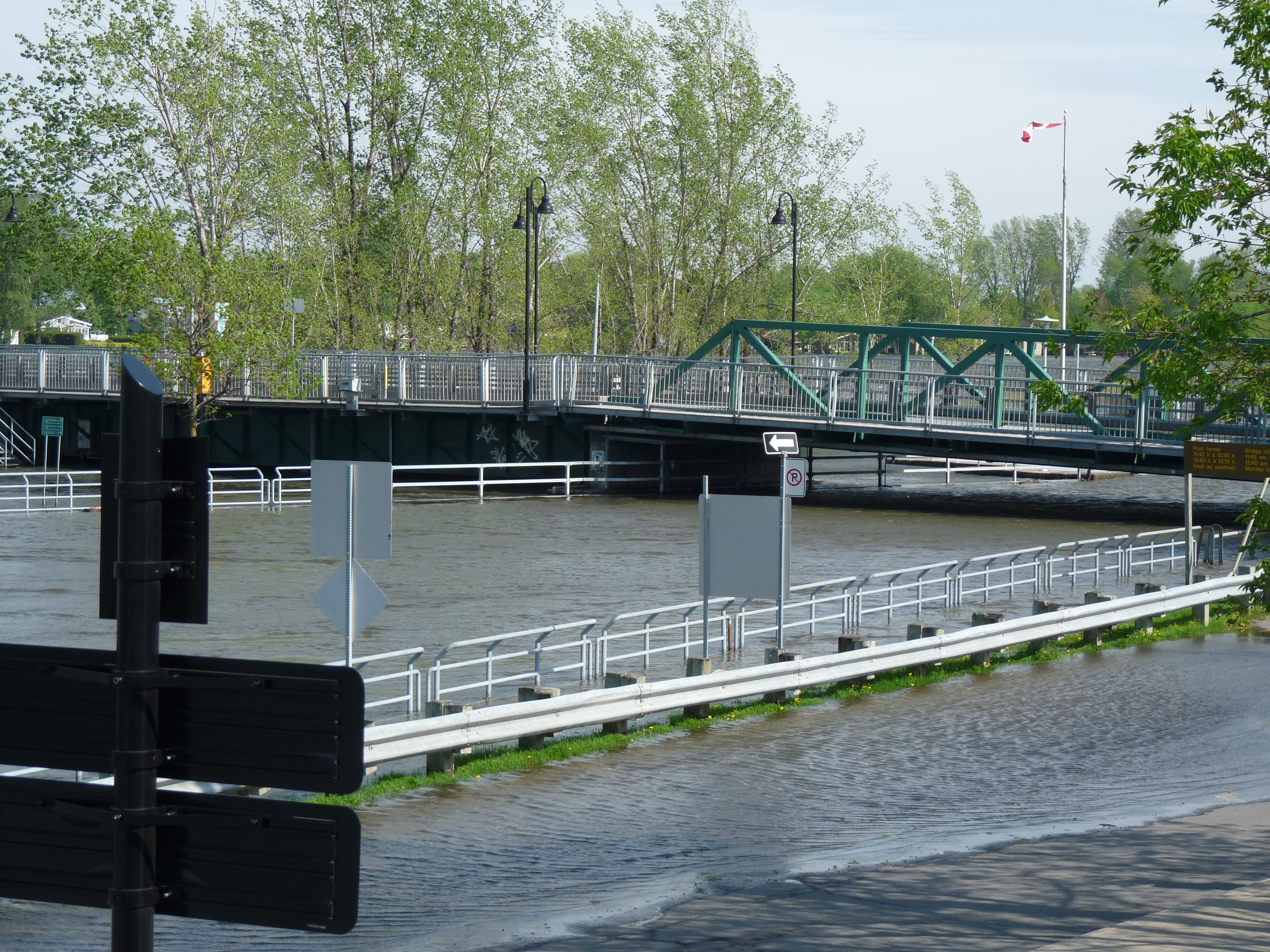
Écluse de Saint-Jean-sur-Richelieu lors des inondations du bassin du lac Champlain et de la rivière Richelieu en 2011